# 未来の瞳
『未来の瞳』（みらいのひとみ）は、2000年4月16日から2001年3月25日までTBS系列にて毎週日曜18:30 - 19:00に放送されたドキュメンタリー番組、および姫神作曲のテーマ曲の名称。日本生命の一社提供番組「ニッセイワールドドキュメント」シリーズの第5作にして最終作。ナレーションは稲垣吾郎。

## 概要
それまで日曜18時台に放送されていた『JNN報道特集』の30分繰り上げに伴い、空いた18時台後半に20時台のニッセイワールドドキュメントが移動する形でスタート。一連のニッセイワールドドキュメントにおいて、30分枠での放送は『浪漫紀行・地球の贈り物』以来となる。また、『神々の詩』までは4：3映像だったが同番組はワイドクリアビジョン放送だった（ただしCM部分を除く）。